# Casa de campo Samuel Taylor Suit
La casa de campo Samuel Taylor Suit, también conocido castillo Berkeley, es una edificación ubicada en una colina sobre Bath (Virginia Occidental), Estados Unidos. La casa con forma de castillo fue construida a mediados de 1885 para el coronel, magnate y hombre de negocios Samuel Taylor Suit, oriundo de Washington D. C., como un sitio turístico y de descanso personal cerca de la ciudad. La edificación no estaba completa en el momento de su muerte, en 1888, pero fue terminada a principios de la década de 1890 para su joven viuda, Rosa Pelham Suit, a quien Suit conoció en Berkeley Springs y sus tres hijos.
El interior de quince habitaciones cuenta con un salón de baile de 50 pies (15,2 metros) de ancho y 40 pies (12,2 metros) de largo. El diseño se atribuye al arquitecto de Washington Alfred B. Mullett, quien supuestamente dibujó un boceto sobre un mantel en el Hotel Berkeley Springs. El diseño puede haberse basado en elementos del castillo de Berkeley en Gloucestershire, Reino Unido. El diseño detallado y la supervisión de la construcción estuvieron a cargo de Snowden Ashford, quien diseñó el Mercado del Este de Washington, fue aprendiz de Mullett y también se le acredita como arquitecto. La señora Suit disfrutó de la casa hasta que se le acabó el dinero y la propiedad se vendió en 1913.
Esta edificación es una residencia privada y solo se puede acceder a través del alquiler, siempre y cuando sea utilizada para realizar eventos sociales. Tampoco está permitido el acceso al público.

## Fundación VDARE
En febrero de 2020, la propiedad fue adquirida por la Fundación VDARE, una filial exenta de impuestos de la organización antiinmigración VDARE. El monto de la compra de la propiedad fue de 14 millones de dólares.

## En la cultura popular
El castillo aparece en el videojuego multijugador de acción Fallout 76.